# Bingen am Rhein

Logo der Stadt Bingen am Rhein

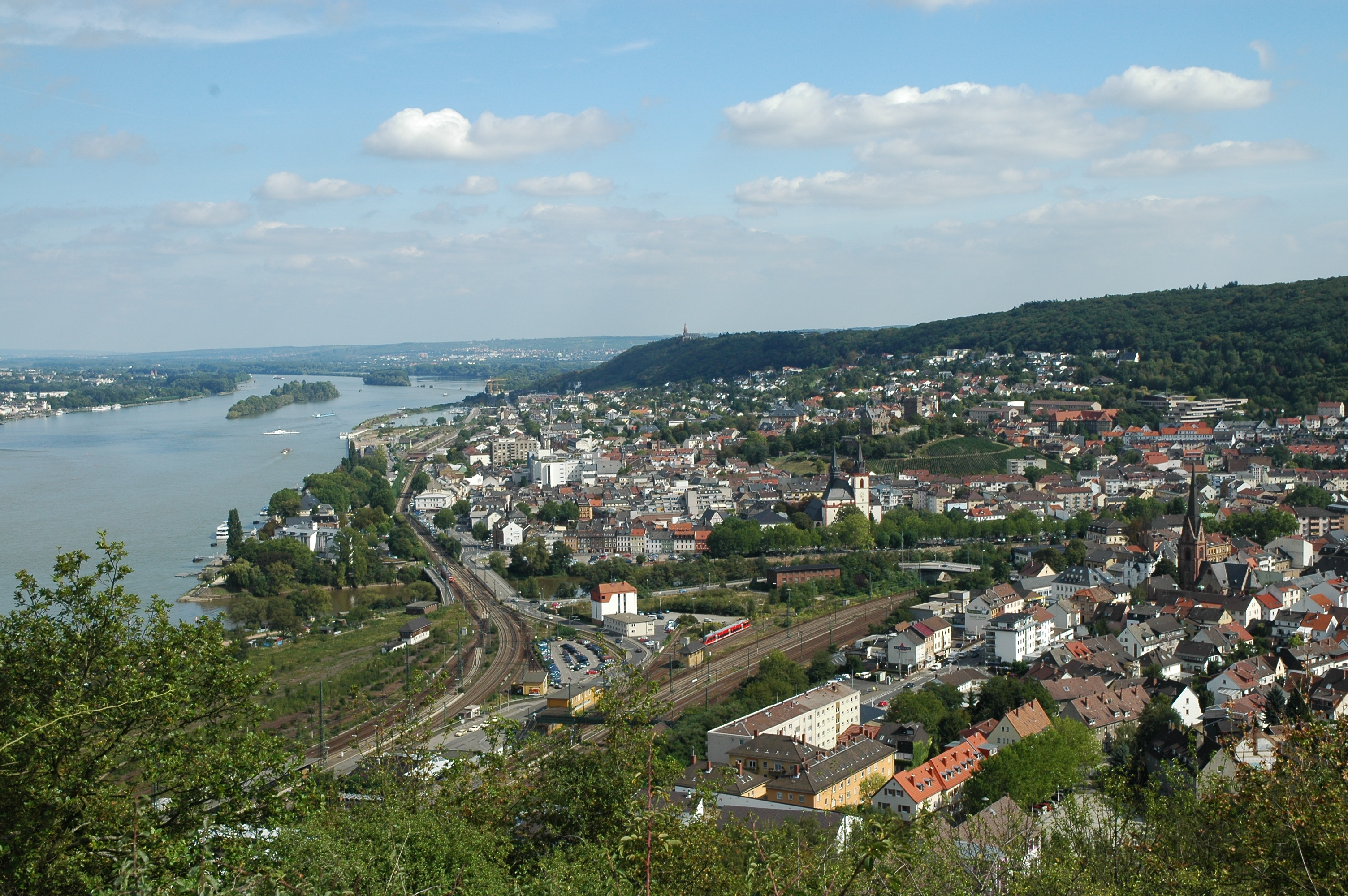
Bingen und Bingerbrück von der Elisenhöhe

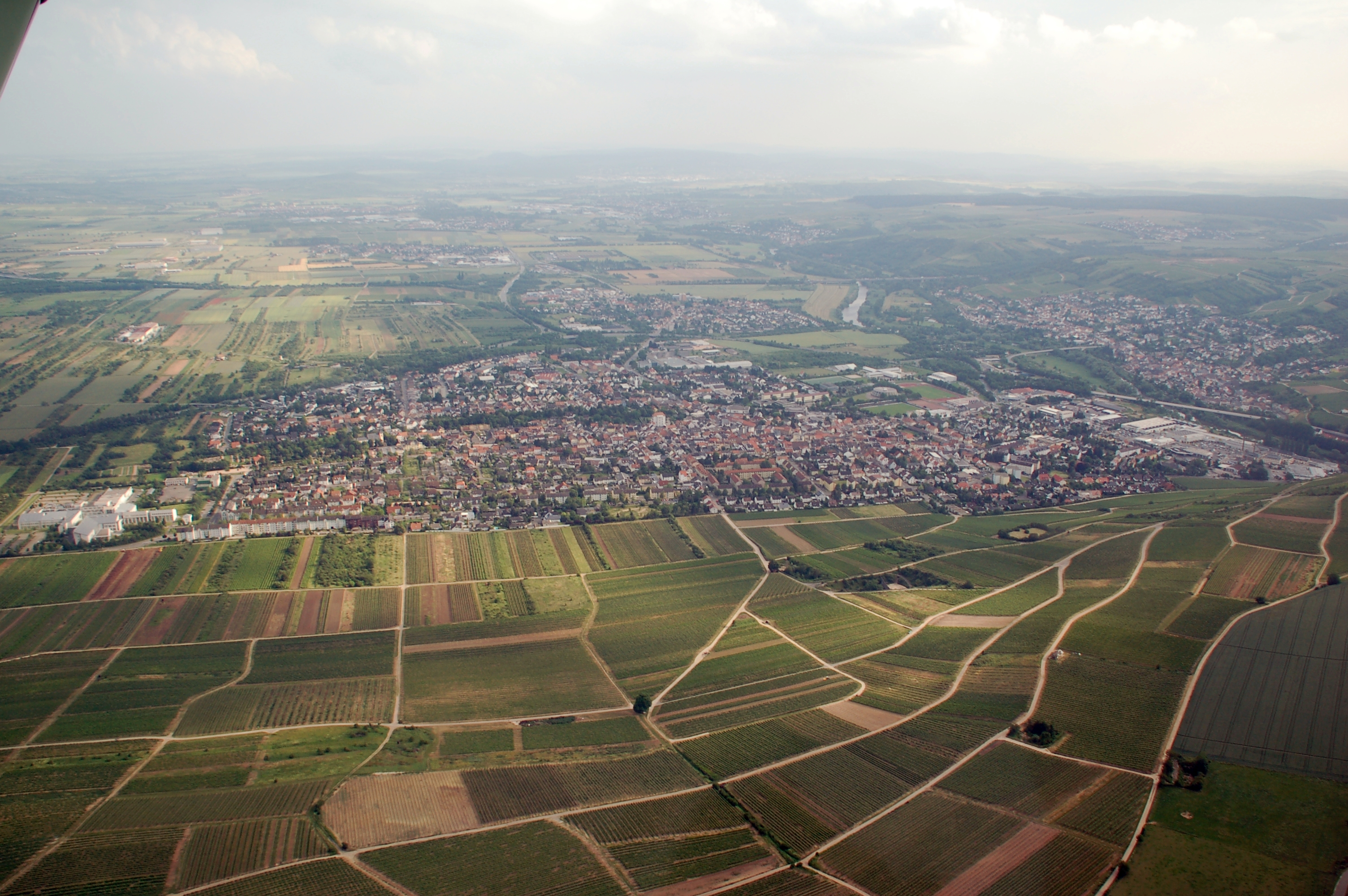
Stadtteil Büdesheim

Bingen am Rhein ist eine große kreisangehörige Stadt im Landkreis Mainz-Bingen in Rheinland-Pfalz.
Der ursprüngliche Name der Siedlung war Bingium, keltisches Wort eventuell für „Loch im Fels“, Bezeichnung für die Untiefe hinter dem Mäuseturm, bekannt als Binger Loch. Bingen war Ausgangspunkt der Ausoniusstraße, einer römischen Militärstraße, welche die Stadt mit Trier verband. Bekannt ist Bingen unter anderem durch die Geschichte um den Binger Mäuseturm, in dem angeblich der Mainzer Erzbischof Hatto von Mäusen gefressen wurde. 2008 war Bingen Ausrichter der dritten rheinland-pfälzischen Landesgartenschau nach Kaiserslautern und Trier. Einwohner Bingens werden „Binger“ genannt, das Wort Bingener ist hingegen verpönt.

## Geographie

### Lage
Bingen befindet sich unmittelbar südöstlich des Rheinknies am Binger Wald, der sich westlich der Stadt erhebt. Nördlich erhebt sich auf der anderen Rheinseite das Rheingaugebirge mit dem vorgelagerten Niederwald bei Rüdesheim als dem südwestlichen Ausläufer des Taunus. Die Nahemündung zwischen Bingen und dem Stadtteil Bingerbrück markiert die Grenze zwischen Oberrhein und Mittelrhein.
Die rheinland-pfälzische Landeshauptstadt Mainz liegt circa 25 Kilometer östlich von Bingen, Koblenz befindet sich circa 50 Kilometer nordwestlich der Stadt.
Das UNESCO-Welterbe Kulturlandschaft Oberes Mittelrheintal schließt die gesamte Stadt Bingen mit ein, obwohl deren Hauptteil in Rheinhessen liegt. Der Rochusberg wird nahezu vollständig vom Stadtgebiet umschlossen.

### Nachbargemeinden
Rechtsrheinisch gegenüber von Bingen liegt die hessische Stadt Rüdesheim am Rhein im Rheingau-Taunus-Kreis. Folgende weitere Nachbarstädte und -gemeinden schließen sich – allesamt linksrheinisch – im Uhrzeigersinn an:
Ingelheim, Gau-Algesheim, Ockenheim, Appenheim, Aspisheim, Horrweiler, Gensingen, Grolsheim, Laubenheim, Münster-Sarmsheim, Weiler, Trechtingshausen.

### Stadtgliederung
Bingen am Rhein gliedert sich in acht Stadtteile mit insgesamt 27.668 Einwohnern:
| Stadtteil          | Fläche   | Einwohner (1) |
| ------------------ | -------- | ------------- |
| Bingen-Stadt       | 8,68 km² | 8.463         |
| Bingen-Bingerbrück | 3,51 km² | 3.329         |
| Bingen-Büdesheim   | 9,12 km² | 7.691         |
| Bingen-Dietersheim | 4,16 km² | 1.961         |
| Bingen-Dromersheim | 3,23 km² | 1.473         |
| Bingen-Gaulsheim   | 2,92 km² | 1.139         |
| Bingen-Kempten     | 3,20 km² | 1.943         |
| Bingen-Sponsheim   | 2,91 km² | 1.669         |

### Klima
Der mittlere Jahresniederschlag beträgt circa 500–550 mm.

## Geschichte

Panorama von Jakob Becker 1833

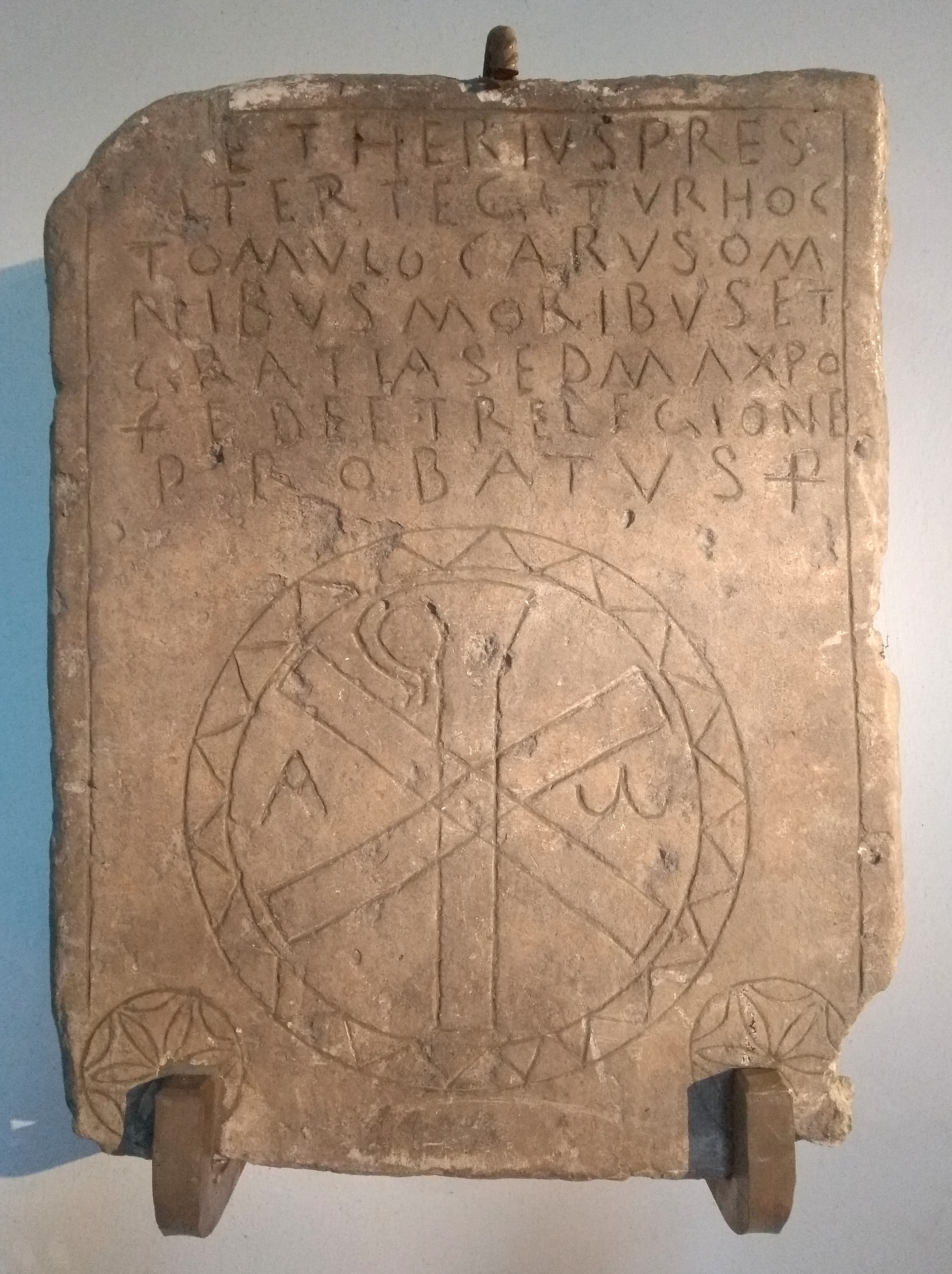
Aetherius-Grabstein aus dem 5./6. Jahrhundert in der Kirche St. Martin

### Urgeschichte und Antike
Das Gebiet des heutigen Bingen wurde wegen seiner verkehrsgünstigen Lage am Zusammenfluss von Nahe und Rhein und am Eintritt des Rheins in das Engtal bereits in antiker Zeit besiedelt. Der Ortsname ist erstmals in der Form „Bingium“ im Werk des römischen Schriftstellers Tacitus (Anfang des 2. Jahrhunderts) im Kontext des Bataveraufstandes bezeugt und wird auf die urindogermanische Wurzel „bhengo-m“ (Ort an der Brechung des Flusses) zurückgeführt. Es bestand wohl bereits eine keltische Siedlung am Ort. Nach der römischen Eroberung wurden römische Truppen am Ort stationiert, die ein Holz-Erde-Kastell errichteten. Es wurde eine hölzerne Brücke über die Nahe errichtet, über die die Römische Rheintalstraße führte und deren Reste dendrochronologisch auf das Jahr 77 n. Chr. datiert wurden. Die christliche Gemeinde von Bingen ist für das 4. oder 5. Jahrhundert sicher nachgewiesen; aus der damals errichteten Kirche dürfte später die Kirche St. Martin hervorgegangen sein. Zwei christliche Grabsteine aus dem 5. und 6. Jahrhundert sind erhalten, der einer Mauricia (eingemauert in die Krypta von St. Martin) und der eines Priesters namens Aetherius (gefunden östlich der Stadt im antiken Gräberfeld, heute in der Kirche St. Martin).

### Mittelalter

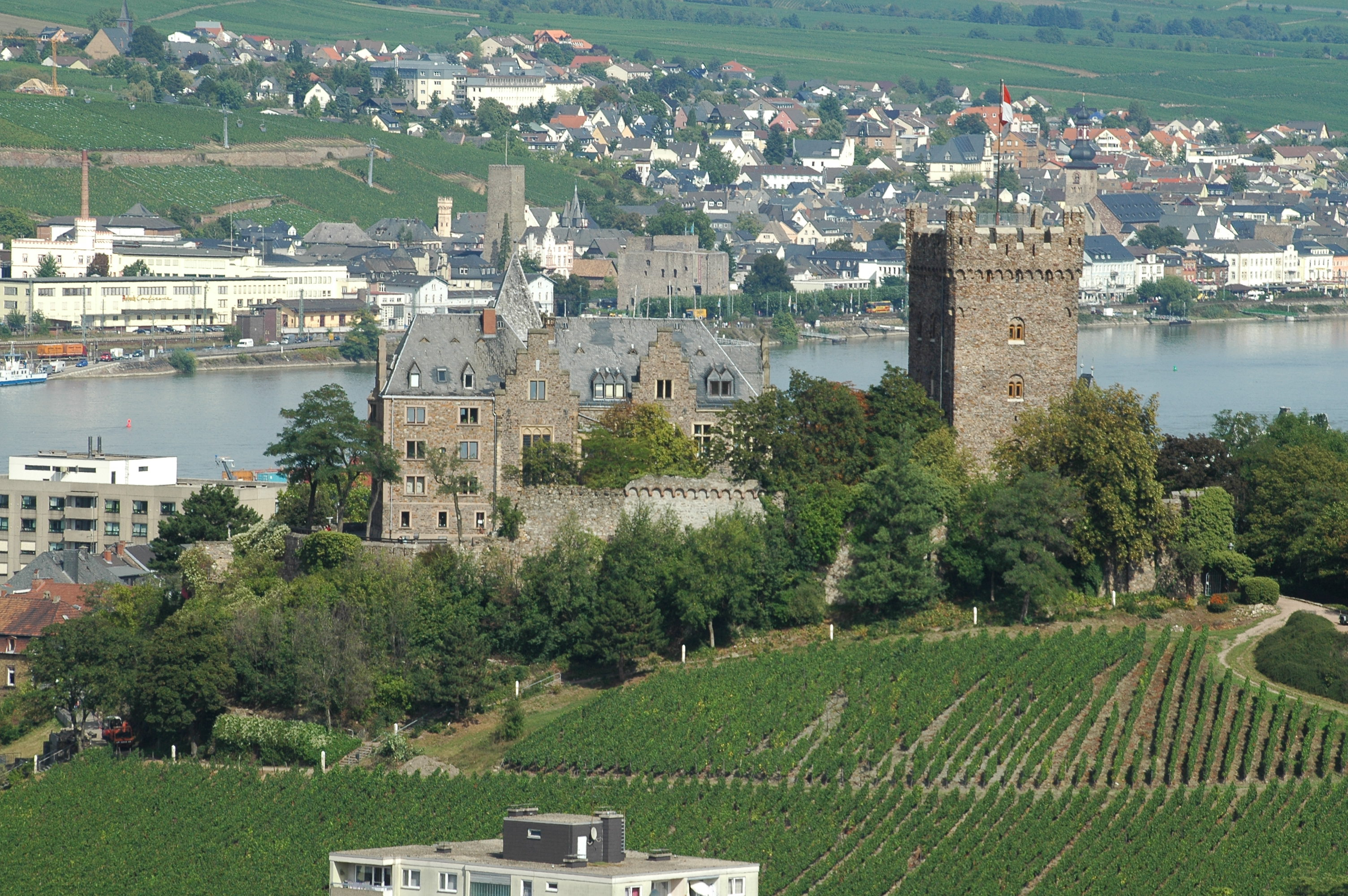
Burg Klopp

Nach dem Fall des Obergermanisch-Raetischen Limes wurde die Stadt im fünften Jahrhundert fränkisches Königsgut und ging 983 durch die Veroneser Schenkung von Otto II. an den Erzbischof Willigis von Mainz. Unter Otto III. kam der Binger Kammerforst dazu. Unter Willigis entstand ein Stück naheaufwärts die steinerne Drususbrücke.

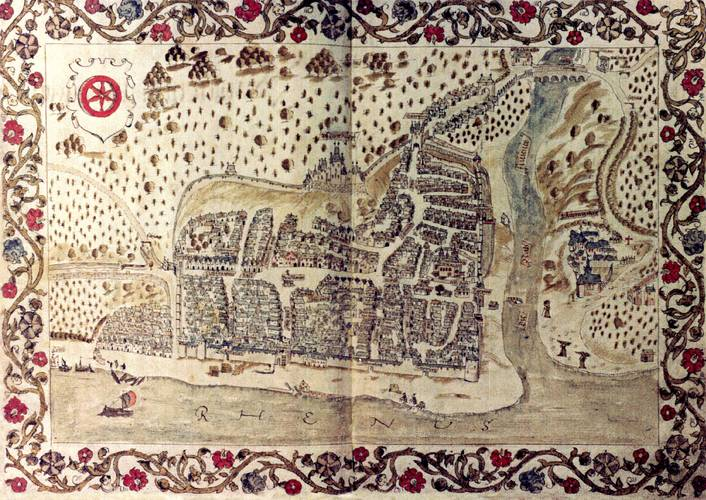
Gottfried Mascop: Stadtplan von 1577

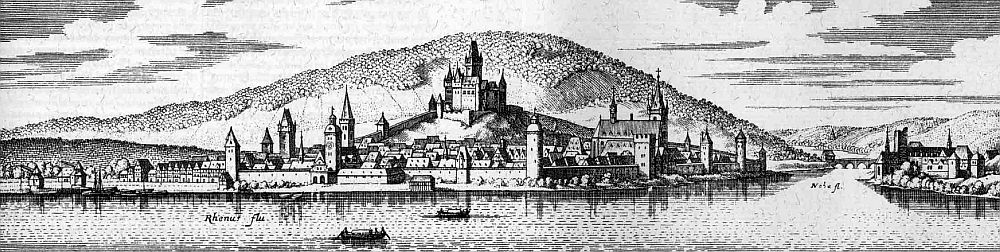
Bingen – Auszug aus der Topographia Hassiae von Matthäus Merian dem Jüngeren 1655

Die Binger strebten immer wieder nach Unabhängigkeit, was 1165 bei Streitigkeiten zwischen dem Erzbischof von Mainz und dem Kaiser zur Zerstörung führte. Im 13. Jahrhundert war Bingen Mitglied des Rheinischen Städtebundes. Der Bau der Burg Klopp Mitte des 13. Jahrhunderts kann wohl auch in diesem Zusammenhang gesehen werden. Ein letzter Versuch war die erfolglose Teilnahme am Bauernkrieg 1525. Vom Erzbischof erwarb das Mainzer Domkapitel 1424 und 1438 in zwei Hälften die Stadt. Bis Ende des 18. Jahrhunderts blieb Bingen unter dessen Verwaltung. Wie viele Städte im Tal litt Bingen durch mehrere Stadtbrände und Kriege.

### Neuzeit
Nach der Einnahme des linken Rheinufers durch französische Revolutionstruppen wurde die Region 1793 von Frankreich annektiert.
Verzögert durch die Koalitionskriege wurde die Annexion erst nach 1797 konsolidiert, Bingen gehörte ab 1798 zum Département du Mont-Tonnerre und war Hauptort (Chef-lieu) des Kantons Bingen. Gerichtlich war im Bereich des Kantons für die Zivilgerichtsbarkeit das Friedensgericht Bingen zuständig, für die Angelegenheiten der freiwilligen Gerichtsbarkeit bestanden Notariate.
Aufgrund 1815 auf dem Wiener Kongress getroffener Vereinbarungen und eines 1816 zwischen dem Großherzogtum Hessen, Österreich und Preußen geschlossenen Staatsvertrags kam Rheinhessen, und damit auch Bingen, zum Großherzogtum Hessen, das dieses neu erworbene Gebiet als Provinz Rheinhessen organisierte. Nach der Auflösung der Kantone in der Provinz wurde Bingen 1835 Sitz des Kreisrates des neu errichteten Kreises Bingen.
Das Friedensgericht Bingen wurde 1879 aufgelöst und durch das Amtsgericht Bingen ersetzt.

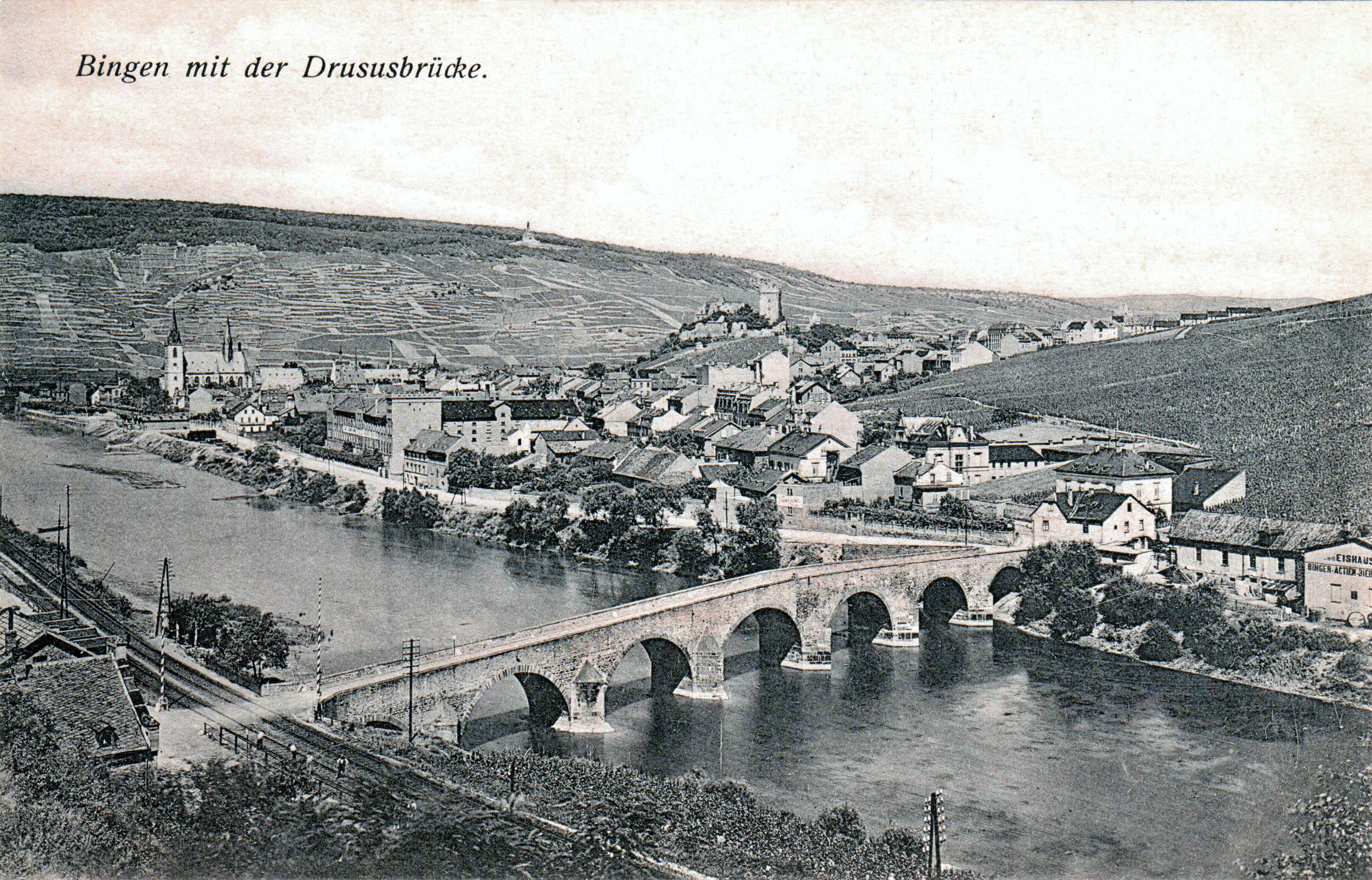
Bingen mit Drususbrücke um 1900

Bingen am Rhein um 1912

Im Jahre 1929 wurde Büdesheim durch Eingemeindung ein Stadtteil von Bingen; Dietersheim, Gaulsheim und Kempten folgten 1939.

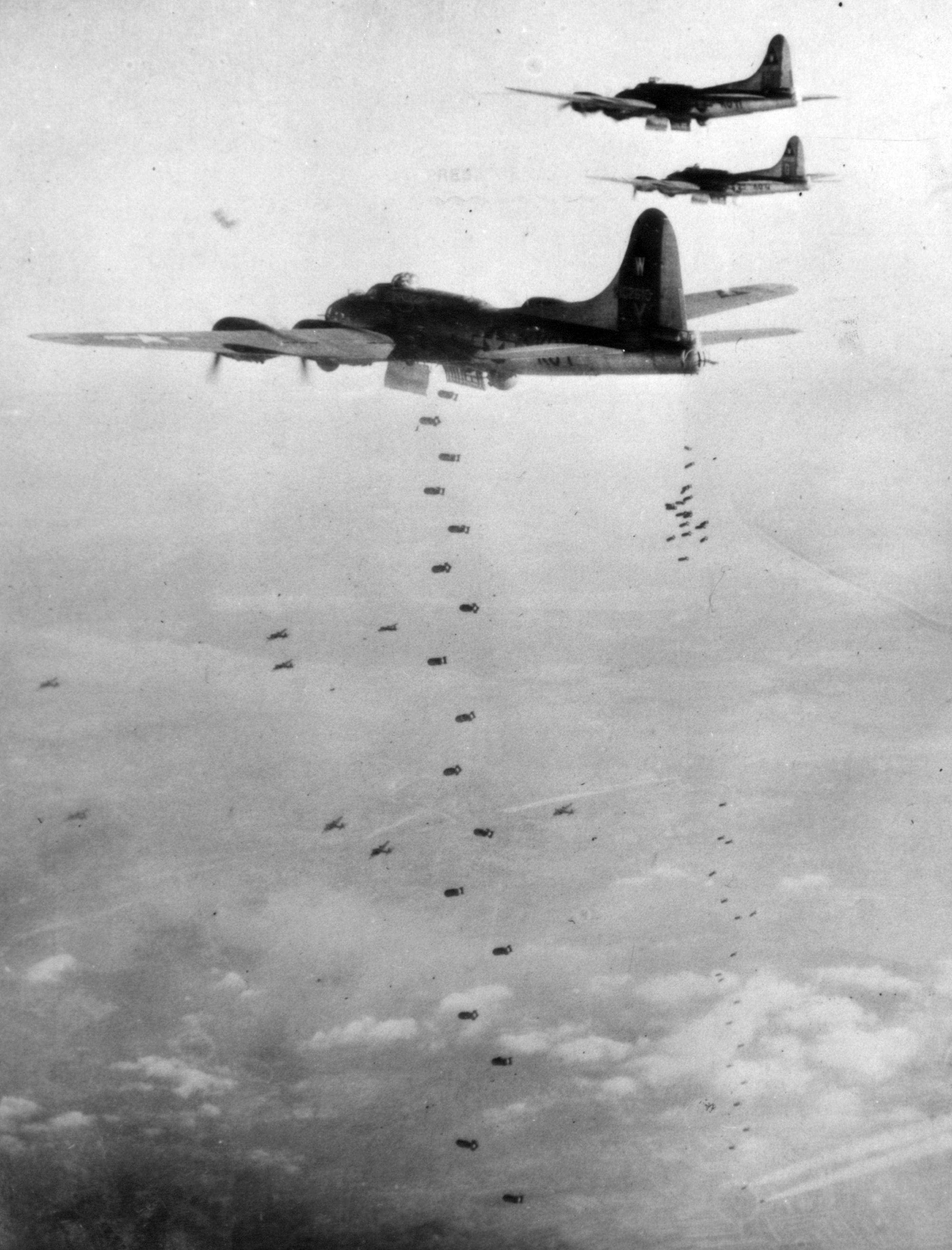
Luftangriff auf Bingen am 29. Dezember 1944

Am 10. November 1938 wurde die 1905 erbaute Neue Synagoge von SA-Männern und Nazianhängern angezündet. Sie brannte bis auf die Umfassungsmauern ab.
Am 20. März 1942 wurden 76 jüdische Bürger gezwungen, in am Rheinufer geparkte LKW einzusteigen. So begann ihre Deportation in Vernichtungslager.
Während des Zweiten Weltkriegs wurde Bingen wiederholt Ziel von Luftangriffen der United States Army Air Forces. Dabei wurde vor allem der Rangierbahnhof im Stadtteil Bingerbrück angegriffen. Am 13. September 1944 wurde ein Besatzungsmitglied eines zuvor abgeschossenen amerikanischen Bombers von einem Mitglied der SA auf offener Straße erschossen. Bei Kriegsende 1945 rückten Truppen der United States Army in die Stadt ein.
Am 7. Juni 1969 wurde die bis dahin selbständige Gemeinde Bingerbrück mit 3655 Einwohnern durch eine Gebietsreform eingemeindet. Am 1. Januar 1970 wurde Bingen auf ihren Antrag von der Landesregierung zur Großen kreisangehörigen Stadt erhoben. Am 22. April 1972 folgte die Eingemeindung der Gemeinden Dromersheim (1221 E.) und Sponsheim (665 E.). Den Namenszusatz „am Rhein“ trägt die Stadt seit dem 1. Juli 1982.
Zur Landesgartenschau 2008 wurden die Rheinanlagen neu gestaltet.

### Einwohnerstatistik
Die Entwicklung der Einwohnerzahl bezogen auf das heutige Stadtgebiet von Bingen am Rhein; die Werte von 1871 bis 1987 beruhen auf Volkszählungen:
| Bingen am Rhein: Einwohnerzahlen von 1815 bis 2023 | Bingen am Rhein: Einwohnerzahlen von 1815 bis 2023 | Bingen am Rhein: Einwohnerzahlen von 1815 bis 2023 | Bingen am Rhein: Einwohnerzahlen von 1815 bis 2023 | Bingen am Rhein: Einwohnerzahlen von 1815 bis 2023 |
| -------------------------------------------------- | -------------------------------------------------- | -------------------------------------------------- | -------------------------------------------------- | -------------------------------------------------- |
| Jahr                                               |                                                    |                                                    |                                                    | Einwohner                                          |
| 1815                                               | 1815                                               |                                                    | 6.002                                              | 6.002                                              |
| 1835                                               | 1835                                               |                                                    | 10.119                                             | 10.119                                             |
| 1871                                               | 1871                                               |                                                    | 11.256                                             | 11.256                                             |
| 1905                                               | 1905                                               |                                                    | 19.723                                             | 19.723                                             |
| 1939                                               | 1939                                               |                                                    | 21.925                                             | 21.925                                             |
| 1950                                               | 1950                                               |                                                    | 21.745                                             | 21.745                                             |
| 1961                                               | 1961                                               |                                                    | 25.446                                             | 25.446                                             |
| 1970                                               | 1970                                               |                                                    | 25.542                                             | 25.542                                             |
| 1987                                               | 1987                                               |                                                    | 23.070                                             | 23.070                                             |
| 2005                                               | 2005                                               |                                                    | 24.739                                             | 24.739                                             |
| 2011                                               | 2011                                               |                                                    | 23.812                                             | 23.812                                             |
| 2015                                               | 2015                                               |                                                    | 24.987                                             | 24.987                                             |
| 2020                                               | 2020                                               |                                                    | 25.736                                             | 25.736                                             |
| 2023                                               | 2023                                               |                                                    | 26.339                                             | 26.339                                             |
|                                                    |                                                    |                                                    |                                                    |                                                    |

### Konfessionsstatistik
Gemäß der Volkszählung in der Europäischen Union 2011 waren 49,4 % der Einwohner katholisch, 22,1 % evangelisch und 28,5 % waren konfessionslos, gehörten einer anderen Glaubensgemeinschaft an oder machten keine Angabe. Der Anteil der Protestanten und Katholiken an der Gesamtbevölkerung ist seitdem beträchtlich gesunken. April 2025 waren von den Einwohnern 32,9 % katholisch, 16,0 % evangelisch und 51,1 % waren konfessionslos oder gehörten einer anderen Glaubensgemeinschaft an.

## Politik

### Stadtrat
Der Stadtrat in Bingen am Rhein besteht aus 36 ehrenamtlichen Ratsmitgliedern, die bei der Kommunalwahl am 9. Juni 2024 in einer personalisierten Verhältniswahl gewählt wurden, und dem hauptamtlichen Oberbürgermeister als Vorsitzendem.
Die Sitzverteilung im Stadtrat:
| Wahl | SPD | CDU | GRÜNE | AfD | FDP | FWG | LINKE | ÖDP | Gesamt   |
| ---- | --- | --- | ----- | --- | --- | --- | ----- | --- | -------- |
| 2024 | 10  | 12  | 5     | 3   | 2   | 3   | –     | 1   | 36 Sitze |
| 2019 | 11  | 11  | 6     | –   | 3   | 3   | 2     | –   | 36 Sitze |
| 2014 | 12  | 16  | 4     | –   | 2   | 2   | –     | –   | 36 Sitze |
| 2009 | 10  | 16  | 4     | –   | 4   | 2   | –     | –   | 36 Sitze |
| 2004 | 10  | 18  | 3     | –   | 3   | 2   | –     | –   | 36 Sitze |

- FWG = Freie Wählergruppe Bingen e. V.

### Oberbürgermeister und Stadtvorstand
Bei den Oberbürgermeisterwahlen am 22. April 2012 erzielte Thomas Feser (CDU) mit 51,78 % die absolute Mehrheit der Stimmen. Er wurde am 29. Mai im Rahmen einer Stadtratssitzung vereidigt. Am 24. November 2019 wurde Feser in einer Stichwahl mit 51,4 % für eine zweite Amtszeit wiedergewählt.
Neben dem Oberbürgermeister gehören dem Binger Stadtvorstand sowohl der Bürgermeister Ulrich Mönch (CDU), sowie der 1. Beigeordnete Sebastian Hamann (SPD), der 2. Beigeordnete Jens Voll (Bündnis 90/Die Grünen) und der 3. Beigeordnete Peter Eich (FDP) an.

### Wappen

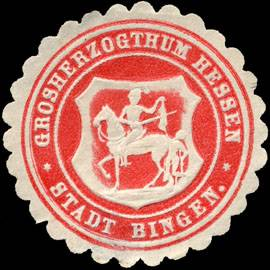
Siegelmarke Stadt Bingen aus der Zeit des Großherzogtums Hessen

| Wappen von Bingen am Rhein | Blasonierung: „In Blau auf bewachsenem grünem Schildfuß ein silberner römischer Reiter mit goldenem Helm mit Helmbusch, Waffenrock, Stiefeln und oben goldbeschlagener, silberbespitzter, roter Schwertscheide, auf einem schreitenden, goldbehuften und rotgezäumten, silbernen Rosse, seinen roten Reitermantel mit silbernem Schwert teilend, vor ihm kniend ein bittender, mit dem linken Arm auf eine Krücke in natürlichen Farben gestützter, silberner Mann mit rotem Band über die rechte Schulter gelegt, goldenem Rock und schwarzgeschnürtem goldenem Beinkleid, im rechten Obereck ein rotes Schildchen, darin ein silbernes sechsspeichiges Rad. Auf dem Schildrand eine goldene fünftortürmige Zinnenmauer.“ |
| Wappen von Bingen am Rhein | Wappenbegründung: Der Reiter ist der Heilige Martin, das Schildchen das Mainzer Rad. |

### Städtepartnerschaften
- Hitchin, Vereinigtes Königreich, seit 1958
- Nuits-Saint-Georges, Frankreich, seit 1960
- Prizren, Kosovo, seit 1968
- Venarey-les-Laumes, Frankreich, seit 1967 (ursprünglich mit Bingerbrück, 1969 von Bingen übernommen)
- Anamur, Türkei, seit 2011
- Kutná Hora, Tschechien, seit 2011

## Sehenswürdigkeiten

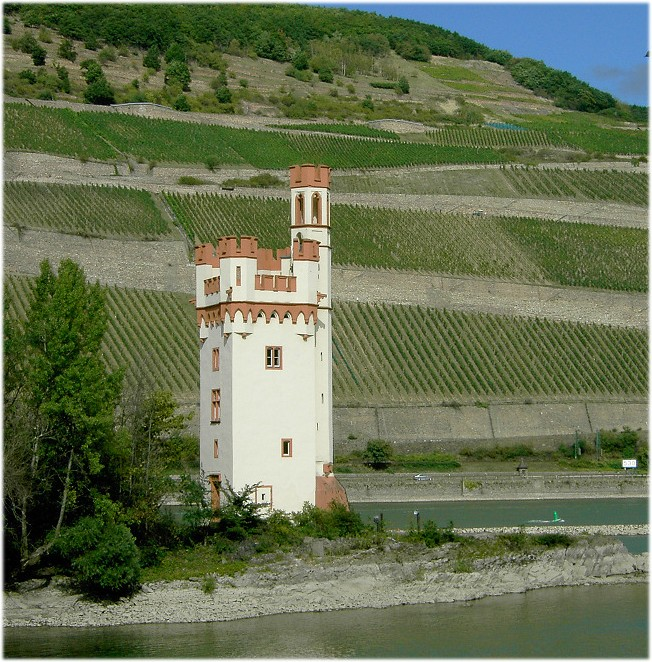
Der Binger Mäuseturm

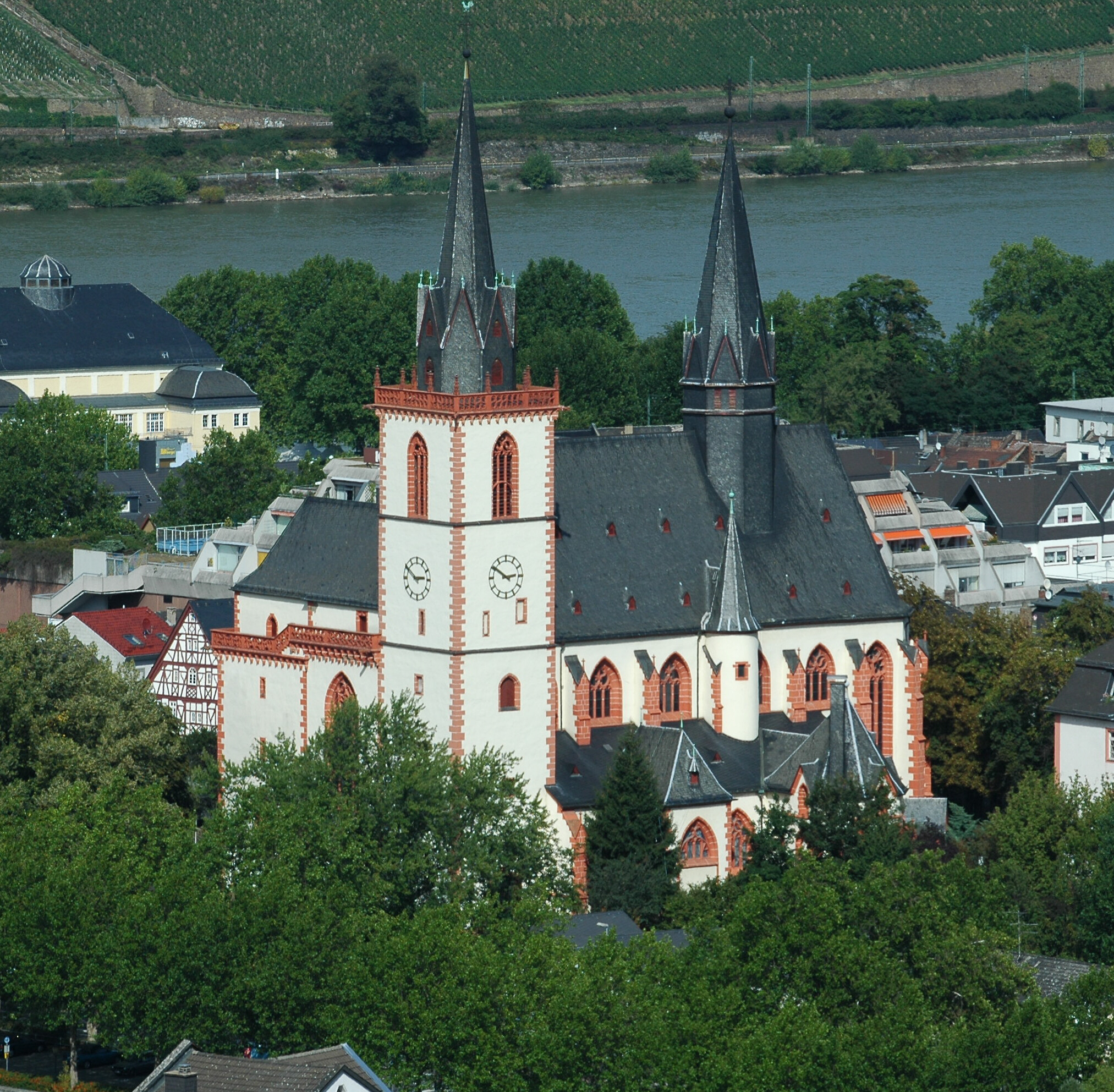
Basilika

- Binger Mäuseturm – Bau im 10. Jahrhundert
- ehemalige Stiftskirche St. Martin aus dem 15. Jahrhundert mit romanischer Krypta
- Pfarrkirche St. Gordianus und Epimachus in Dietersheim
- Burg Klopp – Bau zwischen 1240 und 1277
- Rochuskapelle
- Drususbrücke mit romanischer Brückenkapelle
- Alter Rheinkran
- Haferkasten (nach 1689) mit Stefan-George-Museum
- Puricellipalais – Empirebau von 1780 (siehe: Franziska Puricelli)
- „Alter Friedhof“ aus dem 19. Jahrhundert mit Napoleondenkmal
- Jüdischer Friedhof, im 16. Jahrhundert angelegt, geschütztes Kulturdenkmal
- Historisches Museum am Strom – Hildegard von Bingen
- Villa Sachsen, staatliches Weingut und Kulturzentrum der Sōka Gakkai Deutschland
- römische Villa rustica im Binger Wald
- Europareservat Rheinauen
- technisches Kulturdenkmal Reiterstellwerk Bingerbrück
- Hindenburgbrücke
- Eisweindenkmal (2008)
- Ein neues Konzept wird mit der Kulturregion Frankfurt/Rhein-Main eröffnet. Darin sollen Industriebauwerke auf den 160 Kilometern zwischen Miltenberg und Bingen zu einer Erlebnisroute über das Industriezeitalter in Süddeutschland verknüpft werden,[23] eine lokale Route der Industriekultur beschreibt die Industriedenkmäler in Bingen. Insgesamt sind bereits 700 Bauwerke wissenschaftlich erfasst.

## Wirtschaft und Infrastruktur
| Größte Weinbaugemeinden im Anbaugebiet                     | Rang nach Rebfläche (innerhalb von RLP) | Bestockte Rebfläche 2022 |
| ---------------------------------------------------------- | --------------------------------------- | ------------------------ |
| Rheinhessen                                                |                                         |                          |
| Worms                                                      | 03                                      | 01.659                   |
| Westhofen                                                  | 07                                      | 00.824                   |
| Nierstein                                                  | 09                                      | 00.805                   |
| Alzey                                                      | 08                                      | 00.778                   |
| Alsheim                                                    | 10                                      | 00.712                   |
| Ingelheim am Rhein                                         | 13                                      | 00.708                   |
| Bechtheim                                                  | 11                                      | 00.669                   |
| Flörsheim-Dalsheim                                         | 12                                      | 00.652                   |
| Bingen am Rhein                                            | 15                                      | 00.578                   |
| Saulheim                                                   | 16                                      | 00.539                   |
| Statistisches Landesamt Rheinland-Pfalz, Bad Ems, Mai 2023 |                                         |                          |

Die Region ist wirtschaftlich durch den Weinbau geprägt, zumal sich in Bingen vier Weinanbaugebiete (Rheinhessen, Mittelrhein, Nahe und Rheingau) treffen. Die Stadt ist auch Namensgeber für den Bereich Bingen im Weinrecht.
Andere Industrien, die sich früher aufgrund des Hafens in Bingen angesiedelt hatten, sind im Laufe der Jahre abgewandert. Die heutigen Dienstleistungsgewerbe befinden sich hauptsächlich im Industriegebiet (Anschlussstelle Bingen-Ost/Kempten/Industriegebiet) und im Gewerbepark Scharlachberg.
Auch der Tourismus spielt eine wichtige Rolle.

### Ortsansässige Unternehmen
- Regionalgesellschaft Aldi Süd
- Löwen Entertainment – vormals NSM-Löwen GmbH
- GEWA Etiketten
- OC Oerlikon Germany GmbH
- Sekthaus Carl Graeger
- Reh Kendermann
- Rheinberg Kellerei
- Binderer-St.-Ursula
- SWK Bank
- Viprinet, Hersteller von Multichannel-Routern
- PLATINUM GmbH & Co. KG, Hersteller von Hundenahrung
- Bingen-Rüdesheimer Fahrgastschiffahrt e. G.[24]
- Globus Holding mit ihrem Logistikzentrallager in Bingen-Ost
- Austria Juice
- Webwizzard Onlinemarketing
- CSM Deutschland GmbH

### Verkehr

#### Schienenverkehr

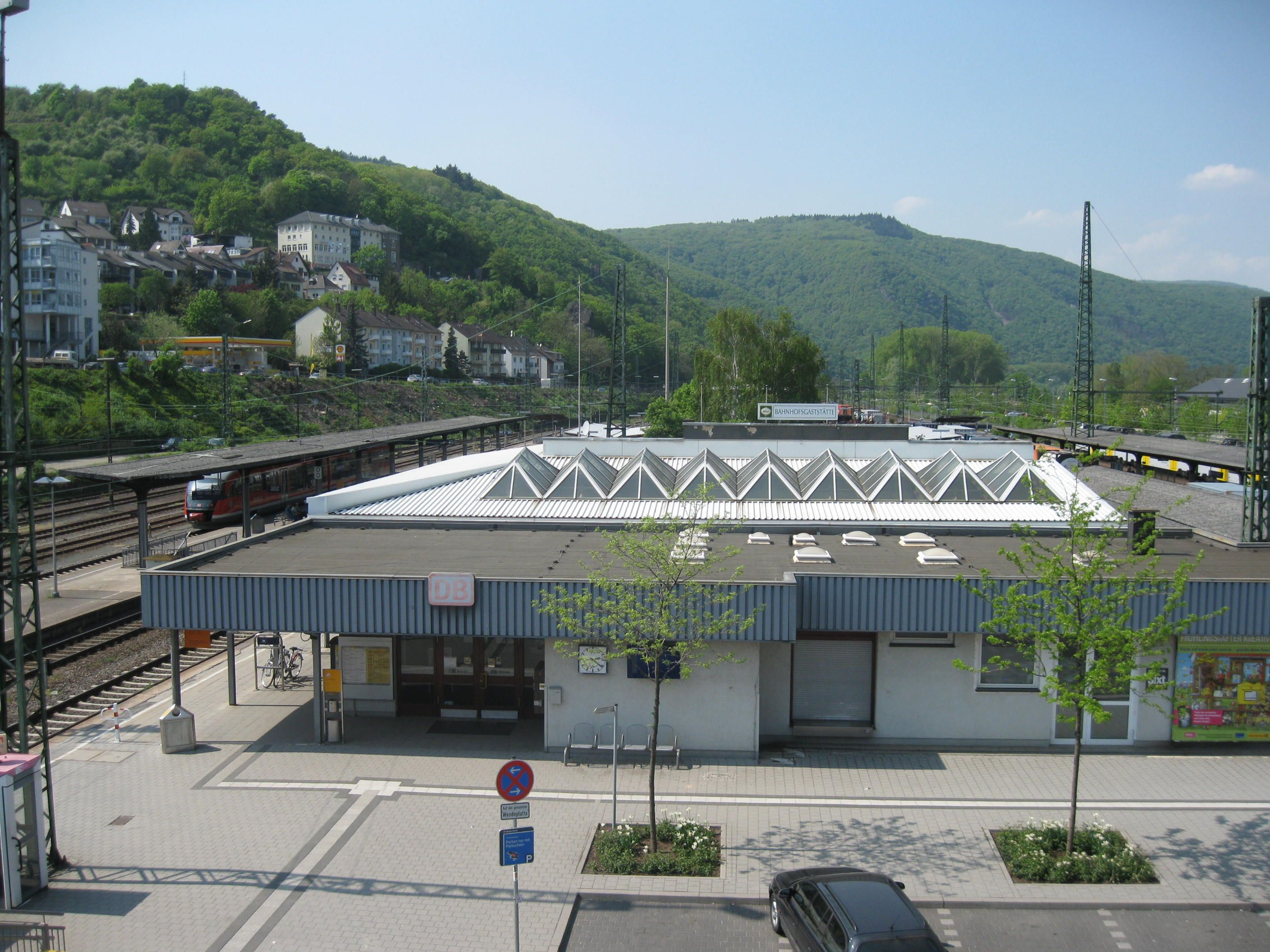
Blick auf den Binger Hauptbahnhof

Im Stadtgebiet von Bingen am Rhein liegen mehrere Bahnhöfe und Haltepunkte.
Die Station Bingen (Rhein) Hauptbahnhof liegt im Stadtteil Bingerbrück und trug früher auch die Bezeichnung Bingerbrück. An diesem Bahnhof endet die Strecke der Nahetalbahn Richtung Bad Kreuznach und Idar-Oberstein; die linke Rheinstrecke zwischen Mainz und Köln führt durch den Bahnhof. Alle Züge des Nahverkehrs auf diesen beiden Strecken halten im Hauptbahnhof, außerdem ist der Hauptbahnhof auch Halt einzelner IC-, EC- und Intercity-Express-Züge.
Der Bahnhof Bingen-Stadt – ehemals Bahnhof Bingen (Rhein) – liegt zwei Kilometer weiter östlich der Nahe, direkt gegenüber dem historischen Hafenkran. Hier hält nur noch der Schienenpersonennahverkehr, er hat jedoch einen besseren Anschluss an den öffentlichen Busverkehr der Stadt.
Die Entstehung zweier Bahnhöfe ist historisch bedingt, da der heutige Hauptbahnhof Bingen früher ein preußischer Grenzbahnhof war, während der Stadtbahnhof zur Hessischen Ludwigsbahn gehörte.
Darüber hinaus gibt es noch einen Haltepunkt in Bingen-Gaulsheim, der ausschließlich von Zügen der Regionalbahn-Linie RB 26 zwischen Mainz und Köln bedient wird.
Die Haltepunkte Drususbrücke an der Strecke Bingen Hbf–Bad Kreuznach sowie die Haltepunkte Bingen-Kempten und Büdesheim-Dromersheim an der Strecke Alzey–Bingen Stadt werden nicht mehr bedient.
Ab 1906 gab es einen teils als Kleinbahn, teils als Straßenbahn konzessionierten Betrieb, der als AG Binger Nebenbahnen bezeichnet wurde. Die Strecken verbanden den Bahnhof der Stadt, den Bahnhof Bingerbrück und Büdesheim. Ein Jahr später wurde die Strecke von Büdesheim bis Dietersheim verlängert. Die Verbindung nach Bingerbrück wurde 1922 aufgegeben, der Restbetrieb am 22. Oktober 1955 eingestellt.
1915 war nach längerer Planungszeit die insgesamt 1175 Meter lange Hindenburgbrücke über den Rhein eröffnet worden. Sie verband Bingen mit der rechten Rheinstrecke bei Rüdesheim. Nach ihrer Zerstörung im Zweiten Weltkrieg wurde sie nicht wieder aufgebaut.

#### Straßenverkehr
Bingen liegt in unmittelbarer Nähe zu den Autobahnen 60 und 61, die durch die Bundesstraße 9 angeschlossen werden. Am Anfang des 19. Jahrhunderts wurde die Route de Charlemagne, die heutige L 419, angelegt.

#### Öffentlicher Personennahverkehr
In Bingen fahren Stadtbusse auf sieben Linien. Außerdem gibt es vier besondere Schulbuslinien und eine Anruflinie. Betreiber der Buslinien sind die Stadtwerke Bingen.

#### Schiffsverkehr

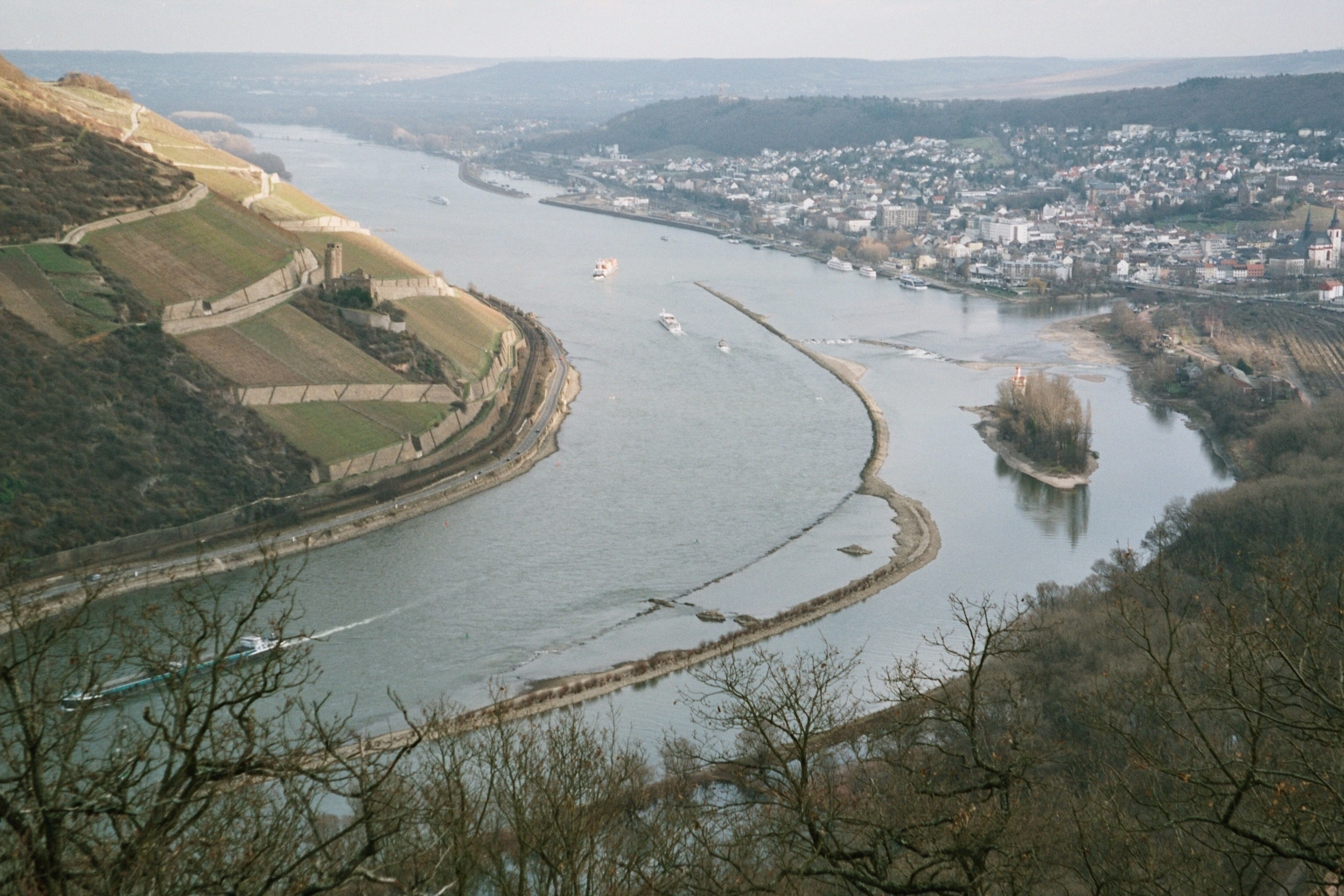
Binger Loch

Von Bedeutung ist nur noch der Personenverkehr. Der Güterhafen ist aufgegeben. Der ehemalige Winterhafen ist heute Yachthafen.
Es gibt Anleger der Touristiklinien Köln-Düsseldorfer Deutsche Rheinschiffahrt, Bingen-Rüdesheimer Fahrgastschifffahrt und der Rösslerlinie. Die Rheinfähre Bingen–Rüdesheim bietet als Personenfähre und als Kraftfahrzeugfähre dicht getaktet eine ständige Verbindung mit der Nachbarstadt Rüdesheim am Rhein (siehe Liste der Rheinfähren).
Bis zum Ende der 1970er Jahre war Bingen Lotsenstation.

#### Rad- und Wanderwege
Als Tor zum UNESCO-Welterbe Kulturlandschaft Oberes Mittelrheintal wird Bingen von diversen Rad- und Wanderwegen angebunden. So treffen sich der Rhein- und Nahe-Radweg im Rhein-Nahe-Dreieck bei Bingen; ebenso führt die Hiwwel-Route von hier aus durch das Rheinhessische Hügelland nach Worms.
Auch im rheinland-pfälzischen Wanderwege-Netz bildet Bingen einen Knotenpunkt. Der Soonwaldsteig, der Welterbesteig Oberes Mittelrheintal und der Rheinburgenweg als linksrheinisches Pendant zum Rheinsteig haben hier ihre Start- bzw. Endpunkte.

### Öffentliche Einrichtungen
Die Stadtverwaltung befindet sich unter anderem auf Burg Klopp, daneben ist Bingen Hauptsitz des Finanzamtes Bingen-Alzey und Sitz der Verbandsgemeindeverwaltung Rhein-Nahe.
Die Stadt ist Sitz des Amtsgerichts Bingen am Rhein.

### Bildung
- Technische Hochschule Bingen[28]

- Stefan-George-Gymnasium
- Hildegardisschule, Katholische Privatschule des Bistums Mainz
- Rochus-Realschule plus
- Realschule plus am Scharlachberg
- berufsbildende Schule Bingen
- Förderschule Rhein-Nahe
- Stadtbibliothek Bingen
- Volkshochschule
- Musikschule

### Gesundheitsversorgung
Mit dem Heilig-Geist-Hospital gibt es in der Stadt das letzte Allgemeinkrankenhaus im Landkreis Mainz-Bingen; die Klinik in Ingelheim war vor 2020 geschlossen worden.

## Vereine

### Sportvereine
- 1. Pool-Snooker Club Rhein Nahe e. V.
- Aero-Club Rhein-Nahe e. V.
- Angelsportverein „Nahe“ Bingen-Sponsheim
- Angelsportverein Bingen am Rhein 1924 e. V.
- Angelverein Rhein-Nahe-Eck e. V. Bingerbrück
- Athletik-Sportverein 1898 Bingen e. V.
- Binger Fußball-Vereinigung „Hassia“ e. V.
- Binger Rudergesellschaft 1911 e. V.
- Binger Tanz Sport Club schwarz-rot 80 e. V.
- Binger Tauchsportclub 1974
- Binger Winzertanzgruppe e. V.
- Bridgeclub Bingen/Rhein-Nahe e. V.
- Budo- und Fitnessclub Bingen e. V.
- Deutsche Lebens-Rettungs-Gesellschaft Bingen e. V.
- DJK SV Grün-Weiß Bingen-Büdesheim 1927 e. V.
- Eisenbahner-Sportverein Bingen/Rhein e. V.
- Fußballverein Hassia 1916 Bingen-Kempten e. V.
- HSG (Handball-Sport-Gemeinschaft) Rhein-Nahe e. V.
- Kyudo Bingen e. V.
- Leichtathletik-Club Bingen 1937 e. V.
- Motor Sport Club (MSC) Bingen e. V.
- Motoryacht-Club Bingen e. V.
- Rheinlandseiche Büdesheim 1912 e. V.
- Rhein-Nahe Baskets
- Schachclub Bingen 1946 e. V.
- Schützengesellschaft Bingen 1471 e. V.
- Schwimmsportverein Bingen am Rhein e. V.
- Schwimm-Team Bingerbrück e. V.
- Skatclub Qualmfrei Bingen
- Ski-Club Bingen 1930 e. V.
- Spielvereinigung Dietersheim 1918 e. V.
- Sportverein 1914 Bingerbrück e. V.
- Square Dance Club „TOWER MICE“
- SV Rotamint-Rhein-Nahe e. V.
- Taekwondo-Club Bingen
- Technischer Ruderverein Rhenania Bingen 1897 e. V.
- Tennis Club Grün Weiß Bingen e. V.
- Triathlon-Team Rhein-Nahe e. V.
- TTG Bingen / Münster-Sarmsheim e. V.
- Turn- und Sportgemeinde 1879 Bingen-Kempten e. V.
- Turn- und Sportverein 1861 Bingen-Büdesheim
- Turn- und Sportverein 1899 Dromersheim e. V.
- Turn- und Sportverein 1908 e. V. Bingen-Gaulsheim
- Turn- und Sportverein 1909 e. V. Sponsheim
- Turnverein 1846 Bingen am Rhein
- Verein der Sportfischer Bingen-Büdesheim
- Wanderclub Bingen/Sprendlingen 1984 e. V.
- Wassersport-Club Bingen-Kempten (WSC)

## Kulturufer Bingen

### Landesgartenschau Bingen 2008

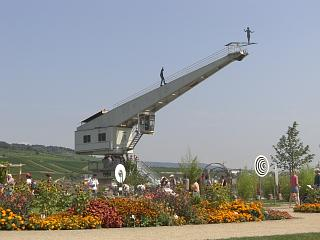
Kran als Kunstobjekt auf der Landesgartenschau 2008

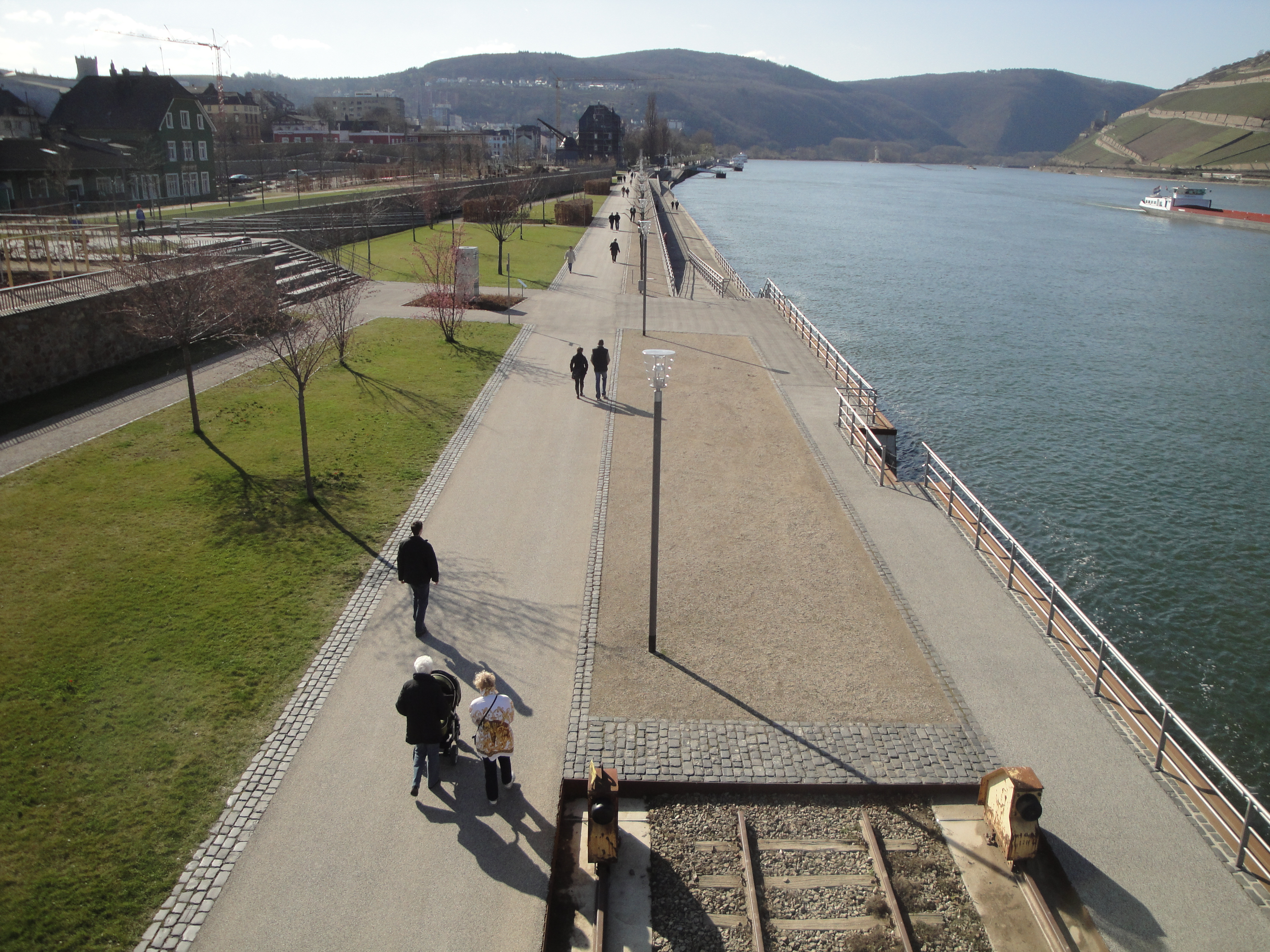
Das Kulturufer Bingen, rechts: der Rhein, im März 2011

Für die Landesgartenschau Rheinland-Pfalz vom 18. April bis 19. Oktober 2008 wurde das Rheinufer zwischen dem Autofähranleger und den ehemaligen Gleisanlagen in Bingerbrück am Hauptbahnhof (früher Bahnhof Bingerbrück) komplett neu gestaltet.
Die Veranstaltung wurde entlang dem Rheinufer auf 2,8 km Länge und 24 Hektar Ausstellungsfläche durchgeführt. Mit 1,3 Millionen Besuchern wurde die erwartete Zahl von mindestens 600.000 Personen deutlich übertroffen. Die drei Teilbereiche sind zwar weiterhin umzäunt, aber als Rheinanlagen kostenfrei zugänglich.

### Nachnutzung
Das ehemalige Gelände der Landesgartenschau Bingen 2008 wird seit Anfang 2010 als Kulturufer Bingen vermarktet. Ziel des Kulturufers Bingen ist es, den Ort mit seinen landschaftlichen, architektonischen, gartenbaulichen und kulturellen Attraktionen als Ziel für Kulturreisende zu etablieren. Das Kulturufer Bingen besteht aus den Geländeteilen Hafenpark / Gartenstadt, Hindenburganlage, Rhein-Nahe-Eck und Park am Mäuseturm.
Im Bereich Hafenpark / Gartenstadt sind u. a. die Partnerschaftsgärten, der Industriekran und der japanische Zierkirschenhain zu finden. Der Alte Rheinkran von 1487 steht am Übergang zur Hindenburganlage.
Die Hindenburganlage ist eine denkmalgeschützte Parkanlage mit altem Baumbestand. Dort befindet sich das ehemalige Zollamt, der Englische Rosengarten, der Spielplatz „Rheinkahn“, die Vinothek, die Dichterkabinette und die Schiffsanleger.
Im Abschnitt Rhein-Nahe-Eck liegt das Rheintal-Kongress-Zentrum, das Museum am Strom mit den Abteilungen „Hildegard von Bingen“, „Römisches Ärztebesteck“, „Rheinromantik“ und „Stadtgeschichte“, sowie der Hildegarten.
Der Park am Mäuseturm bietet große Wiesenflächen, Sportfelder, eine Skaterbahn, den Abenteuerspielplatz „Rhein zum Spielen“, das Stellwerk Mensch|Natur|Technik sowie verschiedene Veranstaltungsflächen.
Die kulturellen Veranstaltungen finden in jedem Jahr von Ostern bis Ende September statt. Höhepunkt ist das Kulturuferfest am ersten Sonntag im Juli.

## Regelmäßige Veranstaltungen

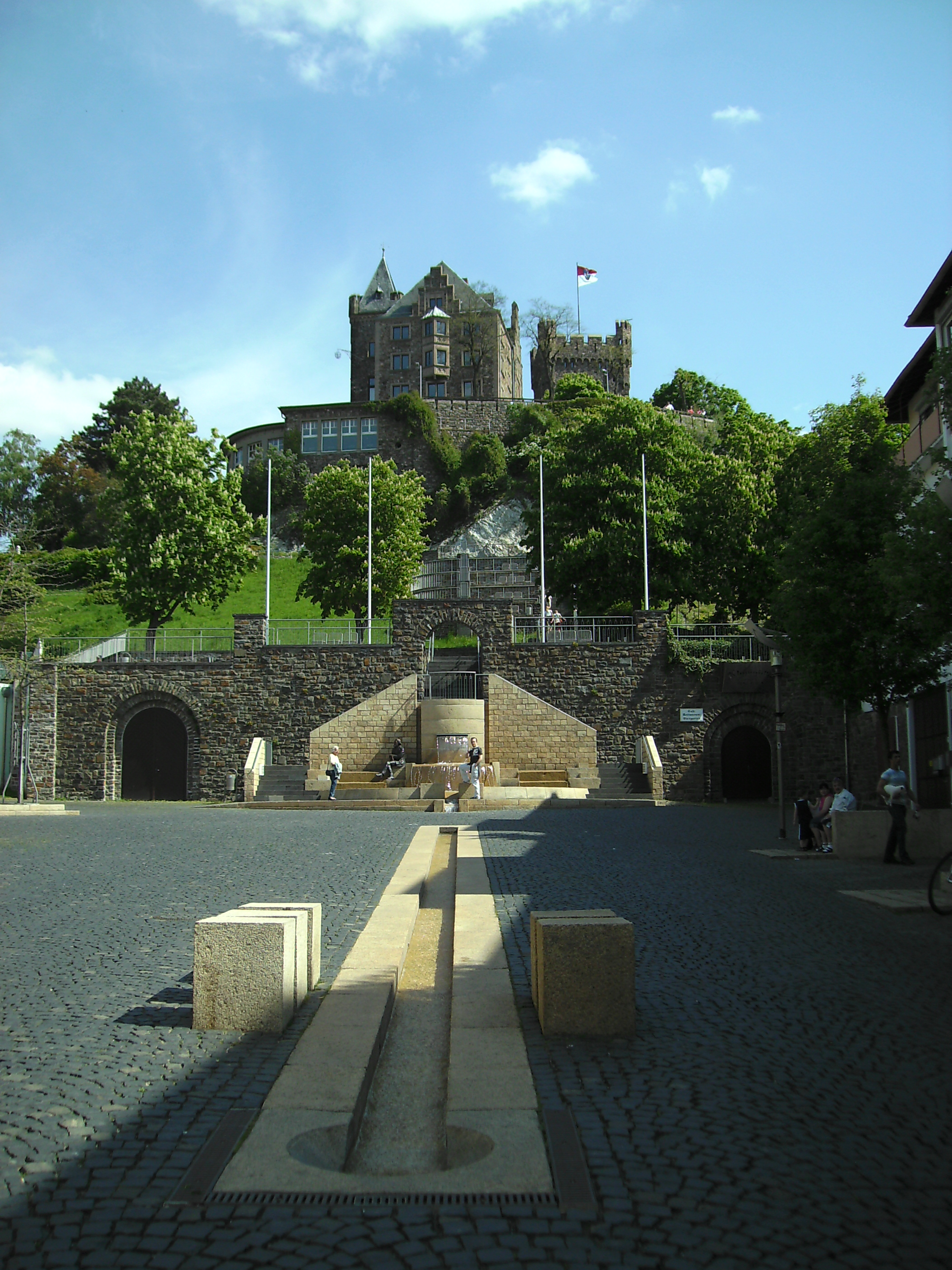
Burg Klopp mit moderner Brunnenanlage

- Binger Winzerfest – mit einer Dauer von elf Tagen das längste Weinfest am Rhein
- Binger Sektfest auf dem Bgm.-Neff-Platz
- Bingen swingt – Internationales Jazz-Festival
- Binger Open Air Festival – Alternative-Festival
- Breakpoint (2003–2010) – eine der größten Veranstaltungen der Demoszene weltweit
- Nacht der Verführung – Weinfest in den Reben
- Rhein in Flammen Bingen – sieben Feuerwerke zwischen Trechtingshausen und Bingen am Rhein
- Kulturuferfest – Veranstaltung mit Straßenkünstlern, Walking Acts und Gauklern am Rheinufer
- Rochusfest – Rochusoktav, kirchliches Fest mit volkstümlichen Charakter, Wallfahrt des Bistums Mainz
- Hildegard-Herbst
- Recharge im Park am Mäuseturm – Veranstaltung mit elektronischer Musik, seit 2015; (drei- bis viermal im Jahr)
- Binger Weihnachtsrock – Musikevent, jährlich vor Weihnachten, seit 2010

## Persönlichkeiten

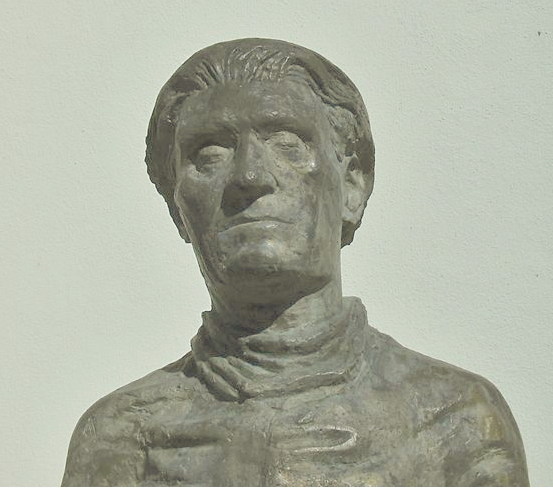
Bronzestatue Stefan George in der Fußgängerzone

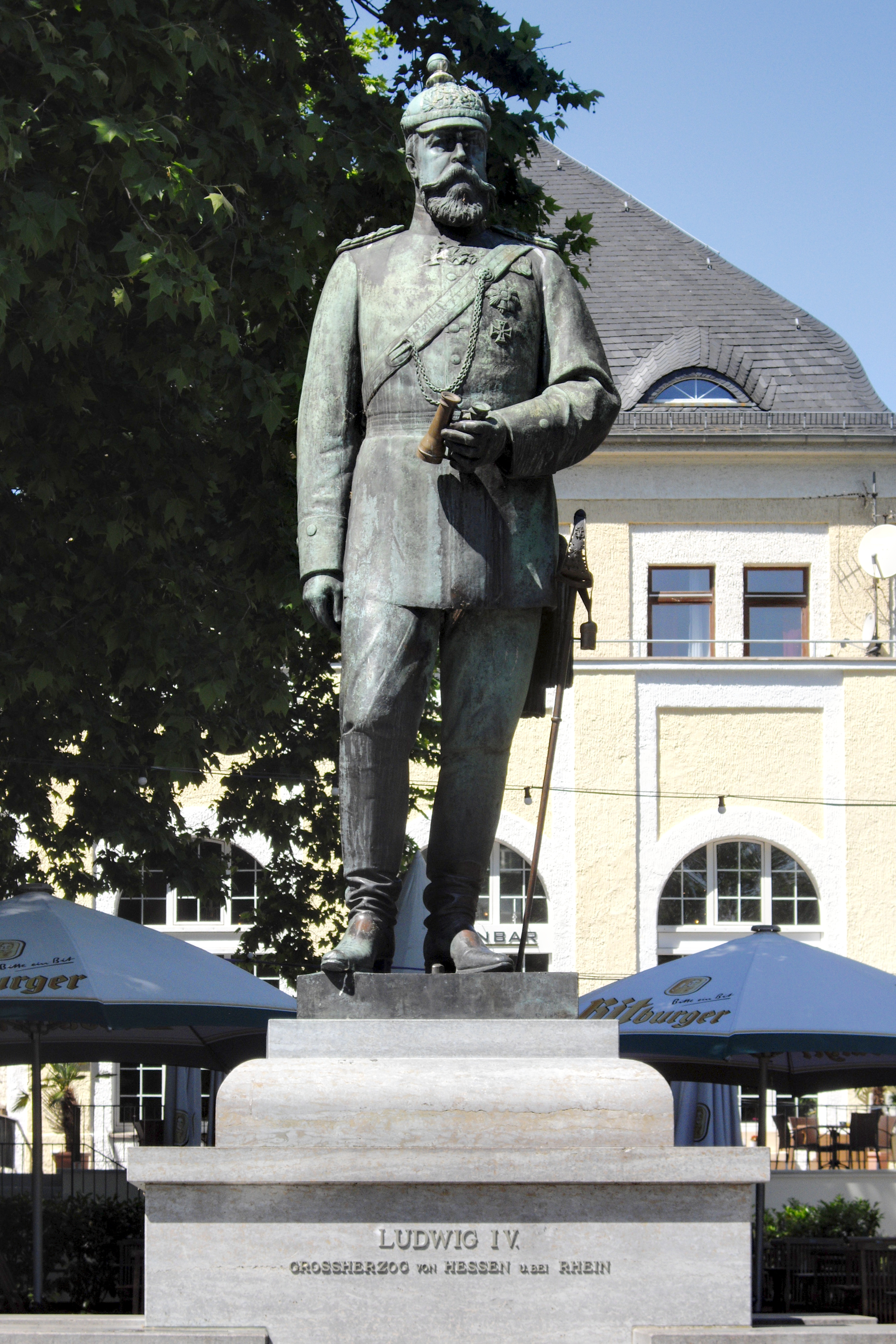
Denkmal Ludwig IV., Großherzog von Hessen und bei Rhein

### Persönlichkeiten mit Bezug zur Stadt
- Berta von Bingen (7./8. Jahrhundert), Heilige der katholischen Kirche
- Rupert von Bingen (um 712 – um 732), Heiliger, Patron von Bingen-Bingerbrück und Patron der Pilger. Sein Gedenktag ist der 15. Mai
- Hildegard von Bingen (1098–1179), Äbtissin und Autorin, Mystikerin, Schriftstellerin, Musikerin und Heilkundige. Nach ihr wurde die Binger Mädchenschule (Gymnasium und Berufsbildende Schule), die Hildegardisschule („Higa“) benannt. Hildegard gilt traditionell als Volksheilige. Sie wurde am 10. Mai 2012 offiziell in den Heiligenkalender der katholischen Kirche aufgenommen; Gedenktag ist der 17. September.[30]
- Bartholomäus Holzhauser (1613–1658), katholischer Priester, Ordensstifter, Pfarrer und Dekan von Bingen. Er starb in Bingen im Rufe der Heiligkeit; sein Grab und Grabdenkmal sind in der Kirche St. Martin erhalten; eine Gedenkbüste ist in der Münchner Ruhmeshalle aufgestellt.
- Josef Krasenbrink OMI (1933–2008), Theologe, Rektor des Oblatenklosters Rochusberg und Rektor der St. Rochuskapelle Bingen
- Juda Mehler (gestorben 1659 in Bingen), Rabbiner und Autor
- Valentin Schaefer (1887–1952), Polizist und Politiker (Zentrum, CDU), Bürgermeister von Bingen
- Jan Schlaudraff (* 18. Juli 1983 in Waldbröl), Fußballspieler, aufgewachsen in Bingen

### Söhne und Töchter der Stadt
- Andreas Joseph Schnaubert (1750–1825), Rechtswissenschaftler
- Joseph Albrecht von Ittner (1754–1825), Schriftsteller, Jurist und Diplomat
- Constantin von Ettingshausen (1760–1826), österreichischer Generalmajor
- Siegmund Geisenheimer (1775–1828), Kaufmann und sozial engagierter Prokurist des Frankfurter Bankhauses M. A. Rothschild & Söhne
- Hubert Auer (1780–1836), Fürstbischöflicher Delegat für Brandenburg und Pommern, Propst der St.-Hedwigs-Kirche in Berlin, Domherr zu Breslau sowie Dompropst zu Trier
- Ludwig Bonifaz Philipp Steinherr von Hohenstein (1793−unbekannt), Gutsbesitzer, Abgeordneter der 2. Kammer der Landstände des Großherzogtums Hessen
- Moritz Schmitt (1794–1850), Richter und Politiker, Abgeordneter der 2. Kammer der Landstände des Großherzogtums Hessen
- Philipp von Foltz (1805–1877), Maler
- Ludwig Foltz (1809–1867), Architekt, Bildhauer und Illustrator
- Friedrich Foltz (1811–1879), Zeichner und Stahlstecher
- Eberhard Soherr (1812–1887), hessischer Landtagsabgeordneter und Bürgermeister von Bingen
- Ferdinand Allmann (1828–1912), Bürgermeister von Bingen und Abgeordneter der Landstände des Großherzogtums Hessen
- Hermann Fritz (Polarlichtforscher) (1830–1893), Polarlichtforscher
- Heinrich Brück (1831–1903), Bischof von Mainz
- Johann Baptist Hilsdorf (* 6. Mai 1835; † 11. Juli 1918),[31] Fotograf und Vater von Theodor und Jacob Hilsdorf
- Karl Johann Brilmayer (1843–1905), katholischer Priester, Autor und rheinhessischer Heimatkundler
- Joseph Jonas (1845–1921), Stahlfabrikant und Lord Mayor von Sheffield
- Heinrich Wendelin Soherr (1863–1929), hessischer Landtagsabgeordneter und Vizelandtagspräsident
- Alice Bensheimer (1864–1935), Politikerin und Frauenrechtlerin
- Jakob Karl Ernst Halm (1866–1944), deutsch-britischer Astronom
- Stefan George (1868–1933), Dichter
- Theodor Hilsdorf (1868–1944), Fotograf
- Ida Dehmel (1870–1942), Frauenrechtlerin
- Carl Friedberg (1872–1955), Pianist und Musikpädagoge
- Jacob Hilsdorf (1872–1916), Fotograf
- Pankraz Blank (1882–1961), Landtagsabgeordneter
- Saladin Schmitt (1883–1951), Theaterwissenschaftler, Regisseur und Intendant
- Wilhelm Mayer-Gross (1889–1961), Psychiater und Hochschullehrer
- Georg Zimmer-Emden (1890–1963), Redner und Liederdichter
- Anton Trapp (1893–1967), Politiker (CDU), Ehrenbürger von Bingen am Rhein
- Sepp Christmann (1895–1977), Sportlehrer und Trainer
- Fritz Reusch (1896–1970), Musikpädagoge
- Paul Bourdin (1900–1955), Journalist
- Otto Kraemer (1900–1986), Maschinenbauingenieur und Ordinarius an der Technischen Hochschule Karlsruhe
- Max Richter (1900–1983), Geologe und Paläontologe, Professor an der FU Berlin
- August Weimer (1908–1980), Gewerkschafter und christdemokratischer Politiker, MdB
- Josef Augstein (1909–1984), Jurist
- Adolf Geßner (1909–1988), Kunsthistoriker und Unternehmer
- Anton Philipp Brück (1913–1984), Priester, Professor, Prälat und Autor; Ehrenbürger der Stadt Bingen
- Lioba Munz OSB (1913–1997), Künstlerin und Nonne
- Rolf Schwarz-Schütte (1920–2019), Unternehmer und Mäzen
- Peter Riethe (1921–2020), Professor für Zahnmedizin
- Jakob Schadt (1921–1995), Politiker (SPD), MdL und Ehrenbürger der Stadt Bingen
- Günter Duffrer (1922–2011), Dozent am Bischöflichen Seminar, Diözesanpräses der Kirchenchöre im Bistum Mainz
- Irene Reicherts-Born (1924–1986), Malerin und Illustratorin
- Kurt Schmitt-Mainz (eigentlich Curt Schmitt; 1924–2007), Schauspieler und Autor
- Claire Marienfeld (* 1940), christdemokratische Politikerin, ehemalige Wehrbeauftragte des Bundestages
- Alfons Molitor (1940–2011), Kulturbeauftragter und Literat
- Karl-Heinz Kamp (* 1946), Fußballspieler und -trainer
- Bernd Jochen Hilberath (* 1948), Theologe und Hochschullehrer
- Mary Roos (* 1949), Schlagersängerin und Schauspielerin
- Monika Böss (* 1950), Schriftstellerin
- Ingo J. Diel (* 1950), Arzt
- Peter Walter (1950–2019), römisch-katholischer Priester, Theologe und Dogmatiker
- Tina York (* 1954), Schlagersängerin
- Ralf Bill (* 1955), Vermessungsingenieur, Professor für Geodäsie und Geoinformatik
- Peter Frey (* 1957), Journalist
- Rüdiger Heins (* 1957), Dichter, Schriftsteller, Verleger und Regisseur
- Thomas Kling (1957–2005), Lyriker
- Ansgar Franz (* 1959), katholischer Theologe, Professor für Liturgiewissenschaft
- Matthias Bork (* 1962), deutsch-kanadischer Künstler
- Josef Maria Klumb (* 1962), deutscher Musiker
- Lars Koepsel (* 1964), bildender Künstler
- Frank Schröder (* 1964), Sänger und Schauspieler
- Torsten Prenter (* 1968), Fernseh- und Medienmanager
- Daniel Walta (* 1977), Regisseur und Drehbuchautor
- Dajan Šimac (* 1982), Fußballspieler
- Christa Orben (* 1990), Meteorologin und Moderatorin
- Daniel Baldy (* 1994), Politiker (SPD) und Mitglied des Deutschen Bundestags
- Hülya Cin (* 1995), Fußballspielerin
- Suat Serdar (* 1997), deutsch-türkischer Fußballspieler
- Tobias Krick (* 1998), Volleyballspieler
- Thore Perske (* 1999), Schachspieler
- Jutta Müller (* 20. Jahrhundert), Produzentin